# Джессате
Джесса́те (итал. Gessate) — коммуна в Италии, в провинции Милан области Ломбардия.
Население составляет 6887 человек (на 2005 г.), плотность населения составляет 787 чел./км². Занимает площадь 7,75 км². Почтовый индекс — 20060. Телефонный код — 02.
Покровителями коммуны почитаются святые апостолы Пётр и Павел, празднование 29 июня, а также святой Мавр, празднование 15 января.